# Kirow-Talsperre
Die Kirow-Talsperre (kirgisisch Киров суу сактагычы) staut den Talas-Fluss im Oblus Talas im Norden von Kirgisistan.
Sie wurde in einer Engstelle errichtet, in der der Fluss einen Gebirgszug durchbricht und die kasachische Steppenlandschaft erreicht. Die Sperre  wurde 1976 fertiggestellt. Die Fallhöhe beträgt 83 m. Der Stausee hat eine Länge von 22 km und eine maximale Breite von 4 km.  Seine Wasserfläche ist maximal  26,5 km² groß. Das Speichervolumen beträgt 550 Millionen m³. Die Talsperre dient hauptsächlich als Wasserspeicher für die Bewässerung der stromabwärts gelegenen landwirtschaftlich genutzten Flächen. Am Südufer des Stausees liegt der Ort Kysyl-Adyr. Die Stadt Talas liegt östlich und flussaufwärts am Fluss, während Pokrowka und das kasachische Taras flussabwärts und westlich der Talsperre liegen.